# 阿格爾河

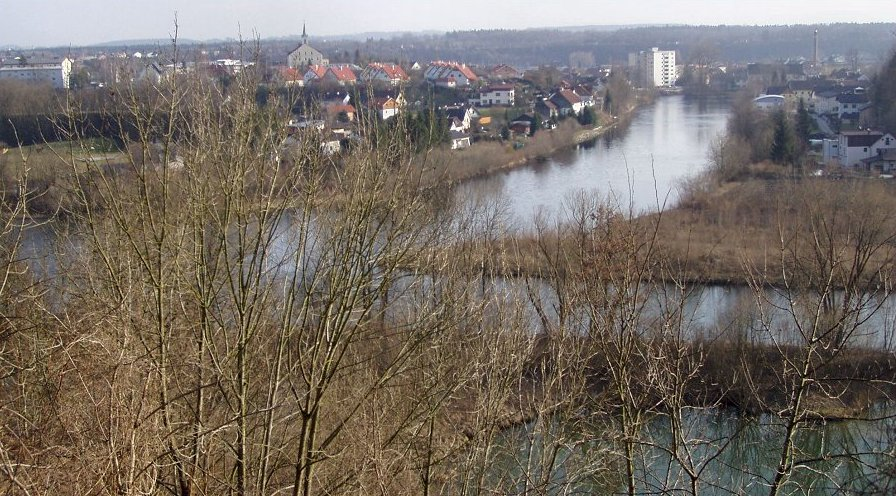

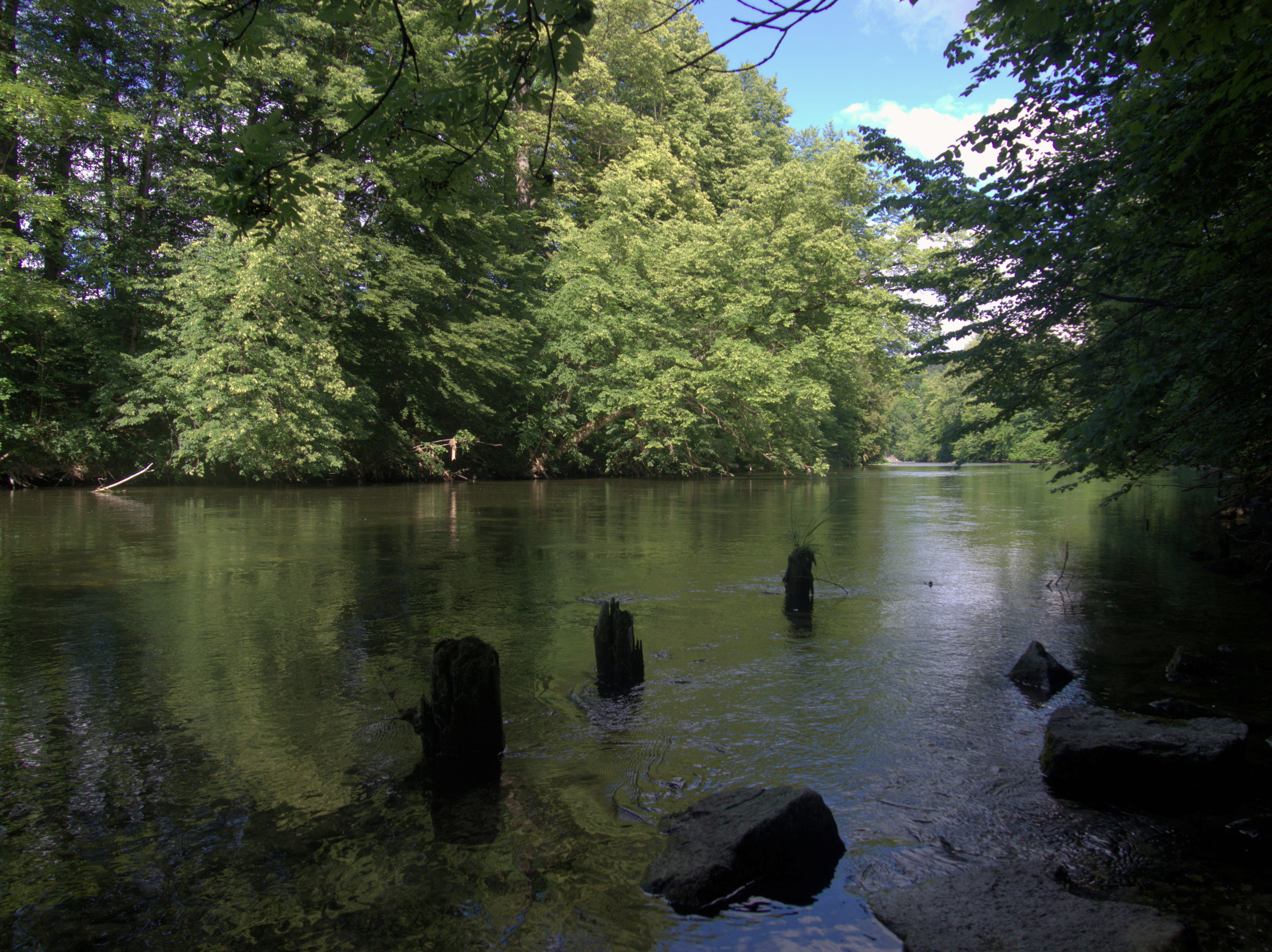
阿格爾河

阿格爾河是奧地利的河流，位於上奧地利州，發源自阿特湖，最終注入特勞恩河，河道全長34公里，流域面積1,261平方公里，該河的污染問題在污水處理廠建成後得到改善。
48°05′16″N 13°51′32″E / 48.08778°N 13.85889°E